# 生西寺
生西寺（しょうさいじ）は、東京都文京区小日向にある浄土宗の寺院。山号は臺花山（たいかざん）。

## 歴史
1620年（元和6年）、江戸の牛込津久戸（現在の新宿区津久戸町）に創建され、彦根の井伊直孝卿の嫡子である直滋卿の奥方 生信院殿蓮誉臺花法玉大姉（しょうしんいんでんれんよたいかほうぎょくだいし）の出資により、1629年（寛永6年）に現在の小日向に移された。
山号の「臺花」は生信院殿の戒名から名づけられた。

## 境内
- 永代供養合祀塔[2]
- 学生寮「興学舎」- 一般の男子大学生向け[3]

## 交通アクセス
- 東京メトロ
  - 有楽町線「江戸川橋駅」4番出口より徒歩8分
    - 丸ノ内線「茗荷谷駅」より徒歩9分
- 都営バス飯64系統「石切橋」バス停より徒歩5分